# 삼랑진철교
삼랑진철교(三浪津鐵橋)는 경상남도 밀양시 삼랑진읍과 김해시 생림면을 잇는 낙동강의 경전선 철도 다리이다.
2010년 이전에는 국도 제58호선 상의 구삼랑진교와 구교 동쪽의 신삼랑진교 사이에 위치하고 있었으나, 복선 전철화로 인하여 구삼랑진교 서쪽으로 이설되었다.